# Madfinger Games
Madfinger Games es una editora y desarrolladora de videojuegos checa con sede en Brno. Conocidos como los autores de una serie de juegos Dead Trigger, Samurai, Shadowgun y muchos otros. El estudio está formado por desarrolladores experimentados que han trabajado en juegos como Mafia, Vietcong y Hidden & Dangerous 2. En 2024 lanzó su primer juego de PC, Gray Zone Warfare.

## Historia
Antes de que se formara Madfinger Games, sus miembros trabajaban en 2K Czech y al mismo tiempo trabajaban en Madfinger Games. La propia empresa se fundó en 2010 y al año siguiente comenzaron a lanzar sus primeros juegos, incluido 15 Blocks Puzzle, el juego arcade BloodyXmas y el primer juego de la serie Samurai, Samurai: Way of the Warrior para plataformas móviles iOS.
Con la aparición de su estudio en 2010, comenzaron a desarrollar y lanzar las secuelas de Samurai: Way of the Warrior: Samurai II: Vengeance y Samurai II: Dojo, que en aquel entonces Con el tiempo se convirtieron en los juegos más populares entre los usuarios de iOS y Android. En 2011, se lanzó un nuevo juego Shadowgun, que se convirtió en el primero de los juegos de disparos en primera persona para desarrolladores, que también fue bien recibido por los usuarios de iOS y Android, más tarde el juego fue lanzado para Amazon Kindle, BlackBerry, GameStick. y OUYA. En diciembre del mismo año, se lanzó para el juego un pequeño complemento argumental Shadowgun The Leftover.
Ha pasado un año desde el debut de Shadowgun y los desarrolladores decidieron seguir lanzando shooters, pero ahora con elementos de supervivencia, así apareció el primer Dead Trigger, lanzado el 26 de junio de 2012, para iOS y Android, y un año después apareció Dead Trigger 2, que amplió todas las facetas de la nueva serie. Nadie se olvidó tampoco de "Shadowgun", y en el mismo 2012 se lanzó el proyecto multijugador "Shadowgun Deadzone", que se convirtió en un spin-off del "Shadowgun" original y, además de iOS y Android, fue lanzado para PC, Facebook y macOS.
En 2015, debido a la aparición de trampas en los servidores principales del juego, las versiones para PC y macOS fueron desactivadas, quedando solo tres plataformas. A finales de diciembre de 2018 se canceló el acceso a iOS y en marzo de 2019 a Android, y fue entonces cuando los desarrolladores anunciaron el cierre del proyecto a partir del 1 de abril de 2019, agradeciendo y recompensando a todos los jugadores con 200 mil de oro (uno de las monedas del juego).
El 22 de marzo de 2018, se lanzó un nuevo proyecto multijugador Shadowgun Legends, anunciado en agosto de 2016, que es una continuación del Shadowgun original y el spin-off Shadowgun Deadzone. Se ha anunciado otro proyecto de Shadowgun War Games para 2019. No se menciona más la serie Dead Trigger después del lanzamiento de Dead Trigger 2.
En 2023, Madfinger Games presentó una vista previa de su videojuego inmersivo de disparos tácticos en primera persona Gray Zone Warfare, que se lanzó en su etapa de acceso temprano en 2024.

## Videojuegos
- 15 Blocks Puzzle – 2009
- Samurai: Way of the Warrior – 2009
- BloodyXmas – 2009
- Samurai II: Vengeance – 2010
- Shadowgun – 2011
- Dead Trigger – 2012
- Shadowgun: Deadzone – 2012
- Dead Trigger 2 – 2013
- Monzo – 2014
- Unkilled – 2015
- Shadowgun Legends – 2018
- Shadowgun War Games – 2020
- Gray Zone Warfare – 2024